# Mamoudzou
Mamoudzou ist die Hauptstadt des französischen Übersee-Départements Mayotte, einem Teil der Inselgruppe der Komoren vor der Ostküste Afrikas. Die Gemeinde hat 71 437 Einwohner (Stand 14. Dezember 2017). 1977 trat Mamoudzou die Nachfolge von Dzaoudzi als Hauptort von Mayotte an.

## Geografie
Mamoudzou liegt an der Ostküste der Hauptinsel Grande Terre, der zweitgrößten Insel Pamanzi (Petite Terre) zugewandt. Das 41,89 km² große Gemeindegebiet grenzt im Süden an Dembeni, im Westen an Ouangani und Tsingoni, im Norden an Koungou. Es gliedert sich in acht Dörfer und drei Kantone: Passamainty, Tsoundzou 1, Tsoundzou 2 und Vahibé (Kanton Mamoudzou-1), Mtsapere und Kavani (Kanton Mamoudzou-2) sowie Mamoudzou und Kaweni (Kanton Mamoudzou-3). Die höchste Erhebung im Gemeindegebiet – mit rund 570 m zugleich dritthöchste Erhebung der Insel – ist der Mlima M’Tsapere (Mont Mtsapéré) an der Grenze zur Nachbargemeinde Koungou. Ebenfalls zu Mamoudzou gehört die Insel Mbouzi, über die sich die Schutzzone réserve naturelle nationale de l'îlot Mbouzi erstreckt.

## Demografie
| Gebiet   | 1978  | 1985   | 1991   | 1997   | 2002   | 2007   | 2012   |
| -------- | ----- | ------ | ------ | ------ | ------ | ------ | ------ |
| Gemeinde | 7.798 | 12.026 | 20.307 | 32.733 | 45.485 | 53.022 | 57.281 |

## Söhne und Töchter der Stadt
- Manou Mansour (* 1980), französischer Dichter